# Vicence
Vicence (en italien : Vicenza, en dialecte vicentin Vicensa, Vicetia en latin, [wiˈkeːtɪɐ], Wiesenthein en allemand) est une ville du Nord de l'Italie, chef-lieu de la province du même nom en Vénétie (Italie).
Elle est connue comme la « città del Palladio » (c'est-à-dire la ville de Palladio) — qui y a réalisé de nombreuses œuvres architecturales — et une cité d'art dont l'importance ne se limite pas à la Vénétie, puisqu'elle attire un tourisme culturel en provenance de toute l'Italie mais aussi de l'étranger.
Le patrimoine architectural exceptionnel laissé par Andrea Palladio dans la ville a été inscrit sur la liste du patrimoine mondial de l'UNESCO en 1994, deux ans avant les villas palladiennes de Vénétie.
La ville est aussi un centre industriel et économique important en Italie, au cœur d'une province constellée de PME qui lui permettaient de figurer en 1997 en troisième place des provinces dans le classement des chiffres d'affaires à l'exportation, notamment dans les secteurs de l'industrie métallo-mécanique, le tissu et l'orfèvrerie dont Vicence est leader en Italie.

## Géographie

### Situation
Vicence se trouve dans la plaine du Pô dans le Nord de l'Italie. Sa population, banlieue comprise, est d'environ 115 000 habitants en 2008.
Située à 39 mètres au-dessus du niveau de la mer (point le plus bas à 26 mètres, le plus haut à 183), la ville est bordée au sud par les Collines Berici (it) et à l'ouest par les Préalpes. Le centre historique est situé au confluent du fleuve Bacchiglione et de son affluent le Retrone mais l'enceinte médiévale inclut des zones situées au-delà des rives de ces deux cours d'eau. Un autre cours d'eau qui parcourt la ville est l'Astichello.
Le territoire municipal comprend le centre urbain qui s'est fortement développé lors du XXe siècle, tout autant que les zones agricoles en périphérie de la ville et la zone du Monte Berico qui domine la ville.
La zone a été classée au niveau 3 sur l'échelle des risques sismiques, ce qui correspond à une sismicité basse.

### Communes limitrophes
Altavilla Vicentina, Arcugnano, Bolzano Vicentino, Caldogno, Costabissara, Creazzo, Dueville, Longare, Monteviale, Monticello Conte Otto, Quinto Vicentino, Torri di Quartesolo

### Hameaux
Anconetta, Bertesina, Bertesinella, Bugano, Campedello, Casale, Debba, Longara, Maddalene, Ospedaletto, Polegge, San Pietro Intrigogna, Santa Croce Bigolina, Sossano, Tormeno

### Climat
Vicence bénéficie d'un climat continental avec des hivers très froids et humides, caractérisés par d'abondantes chutes de neige et des étés chauds et lourds.
Les collines et la montagne proches ont des effets bénéfiques en réussissant à bloquer les précipitations. Par sa classification dans les villes de type E dans la classification climatique des villes italiennes, le chauffage est toléré dans les habitations pendant quatorze heures par jour du 15 octobre au 15 avril.
La durée moyenne du jour est de douze heures et seize minutes, avec la durée la plus courte en décembre (huit heures et quarante neuf minutes) et la plus longue en juin (quinze heures et quarante minutes).

## Histoire
Vicence remonte au temps des Euganéens. Conquise par les Romains en 157 av. J.-C., elle fut renommée Vicetia ou Vincentia « victorieuse », et reçut la citoyenneté romaine en 49 av. J.-C. La municipalité, autonome au sein de l'Empire, était administrée par un collège de quatre élus, les quatorviri, dont un certain nombre sont connus par des inscriptions.
En 333, l'anonyme de Bordeaux s'y arrête et note : Civitas Vincentia.
À la fin de l'empire romain, Alaric (401) puis Attila (452) la ravagèrent, mais la cité se releva sous le royaume ostrogoth. Les Lombards en firent le chef-lieu d'un duché.
Vicence est administrée par des évêques-comtes de Aicardus (ou Sicardus) (872-882) à Aribertus (1164-1179) puis par des Podestats à partir Ezzelino Ier da Romano. Elle devint au XIIe siècle une des républiques de la Haute-Italie, et prit part aux deux ligues lombardes : Frédéric II la saccagea en 1236. Elle eut ensuite à subir la tyrannie des Romano, obéit quelque temps aux Della Scala avant de devenir, ainsi que tout le Vicentin, province vénitienne en 1404.
La ville fut « secouée et décimée » par une très grave épidémie de peste entre 1426 et 1430.
Elle fut occupée huit ans par l'empereur Maximilien de 1509 à 1516, mais rendue à Venise après la paix de Noyon.

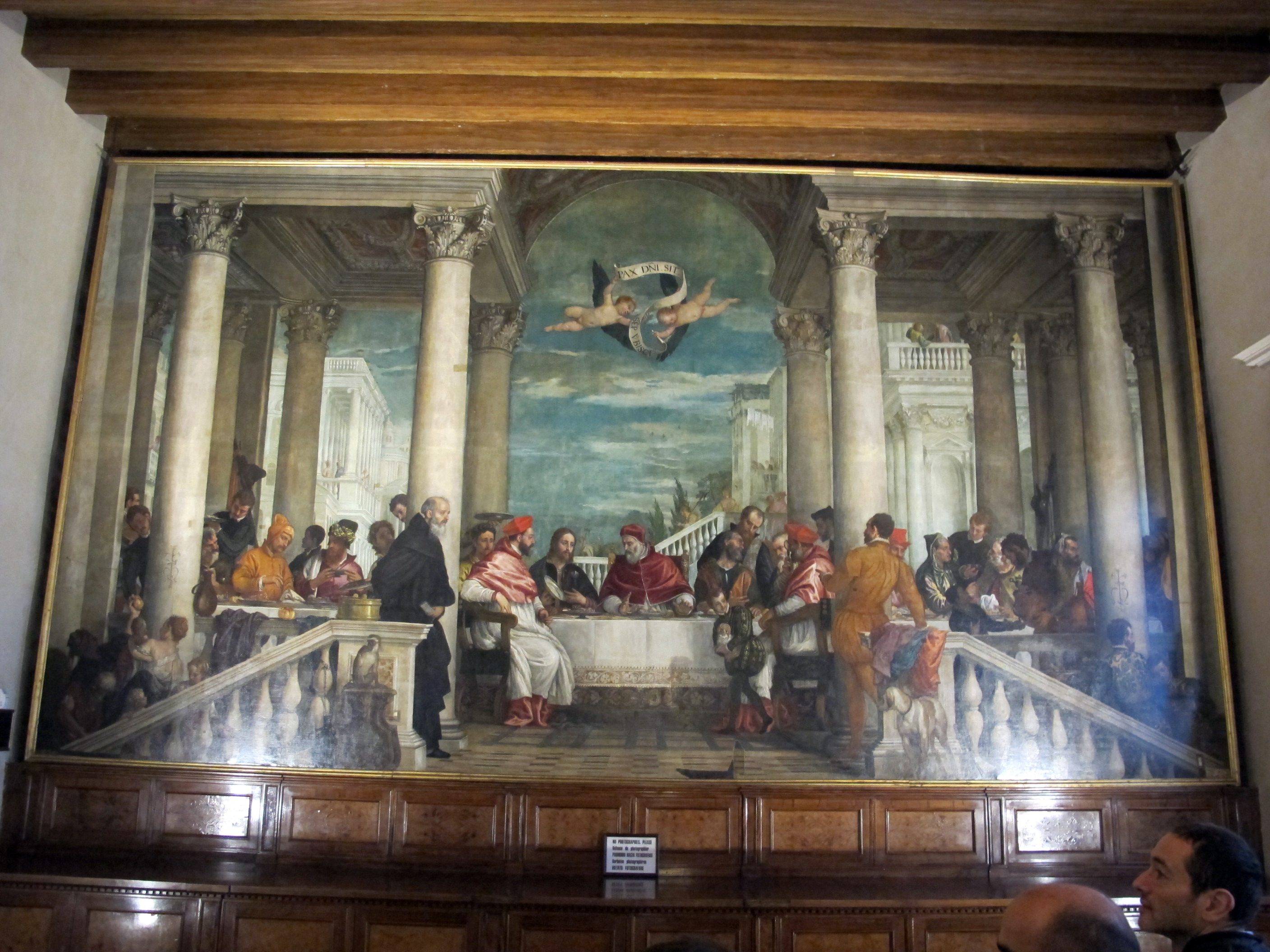
Cène de st Grégoire, 1572, par Véronèse.

Véronèse réalisa pour le réfectoire du sanctuaire de Monte Berico la Cène de saint Grégoire le Grand en 1572 (huile sur toile de 477 × 862 cm. Elle décrit le miracle du Christ qui s'est assis auprès du pape lors des repas qu'il avait l'habitude d'offrir aux pauvres.
Au XVIIIe siècle, la vieille noblesse, représentée par les familles Cordellina, Loschi et Valmarana, passa commande de fresques pour ses palais, au peintre Giambattista Tiepolo.
La ville fut envahie par les Français en 1796 : après cinq années d'incertitude et quatre ans de domination autrichienne, elle fut annexée au royaume d'Italie en 1805, où elle figura comme chef-lieu du département du Bacchiglione. En 1815, elle fut incorporée dans le royaume lombard-vénitien, qui fut annexé par l'Italie lors de la troisième guerre d'Indépendance italienne en 1866.
Vicence connut d'âpres combats durant la Première Guerre mondiale sur le plateau d'Asiago et durant la Seconde Guerre mondiale où se situait la résistance italienne : c'est la ville la plus détruite de Vénitie par les bombardements alliés, avec plus de 2 000 morts.

## Monuments et lieux remarquables
- Villa La Rotonda

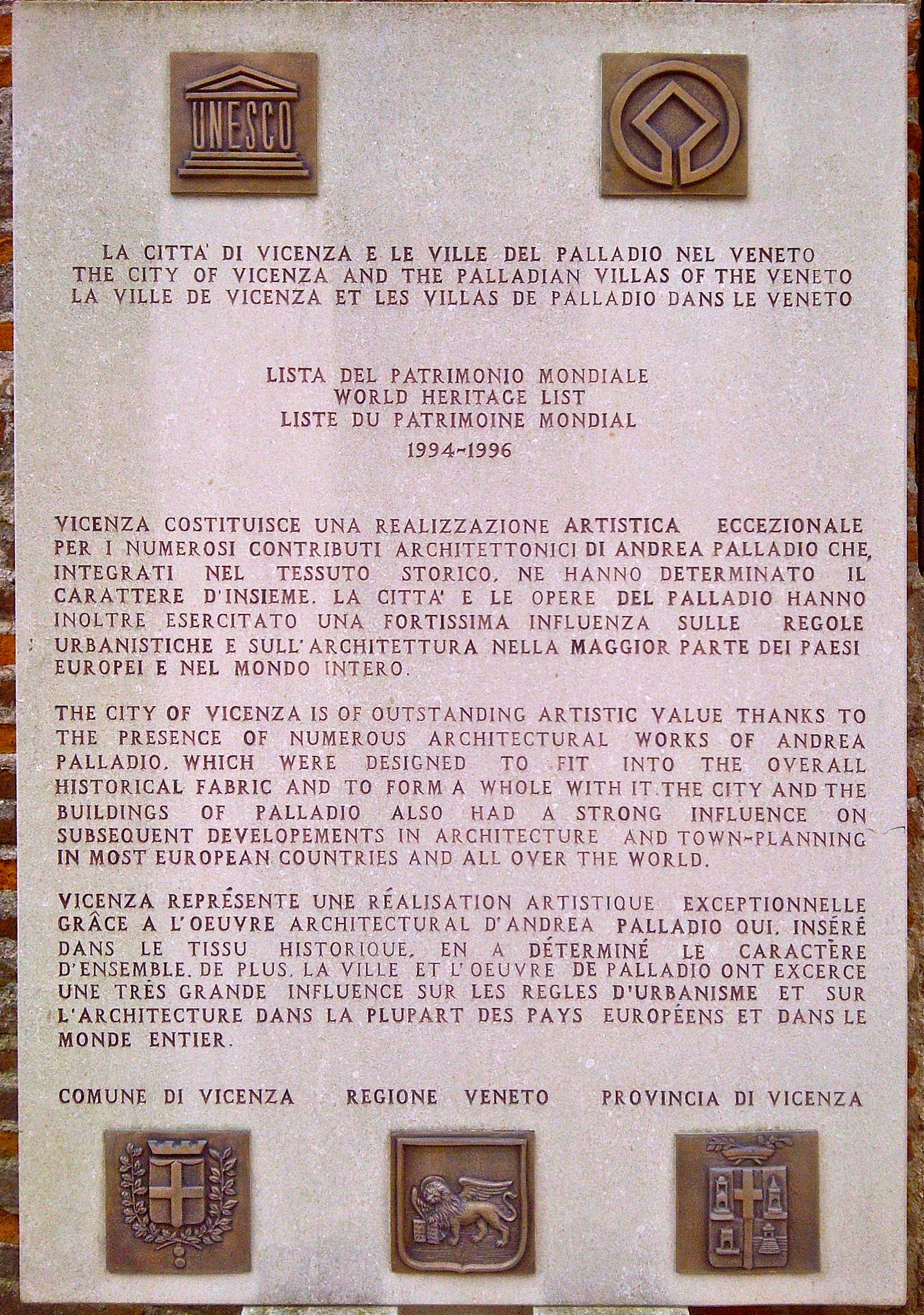
Vicence dans la Liste du patrimoine mondial UNESCO.

- Musée du Risorgimento et de la Résistance
- Basilique palladienne
- Théâtre Olympique, théâtre de bois et de stucs, dessiné en 1580 par Andrea Palladio sur le modèle des théâtres antiques
- Piazza dei Signori et la Loggia del Capitanio
- Giardino Salvi
- Corso Andrea Palladio
- Fondations des colonnes de l'ancien aqueduc romain visibles le long des arcades du corso Antonio Fogazzaro
- Palazzo Chiericati, qui abrite depuis 1855 le Museo Civico
- Cathédrale Santa Maria Annunciata : polyptyque de Lorenzo Veneziano représentant la Dormition de la Vierge
- Église San Lorenzo
- Église Santa Corona, qui conserve un Baptême du Christ de Giovanni Bellini et une Adoration des mages de Véronèse. Chapelle Valmarana
- Palais Valmarana
- Villa Valmarana dite « des nains » (« Ai nani »). On peut y voir de belles fresques des Tiepolo père et fils.
- Palais Civena
- Palais Schio
- Palais Poiana
- Sanctuaire du Monte Berico  et Arco delle Scalette, arc de triomphe
- Fresques de paysages décoratifs datant de 1664, réalisées par le peintre Giovanni Ghisolfi, dans les palais Trissino Baston et Giustiniani Baggio.

Monuments remarquables de Vicence
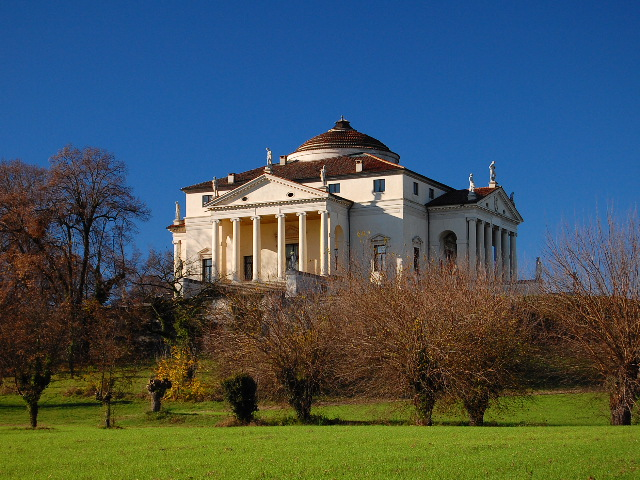
Villa La Rotonda.
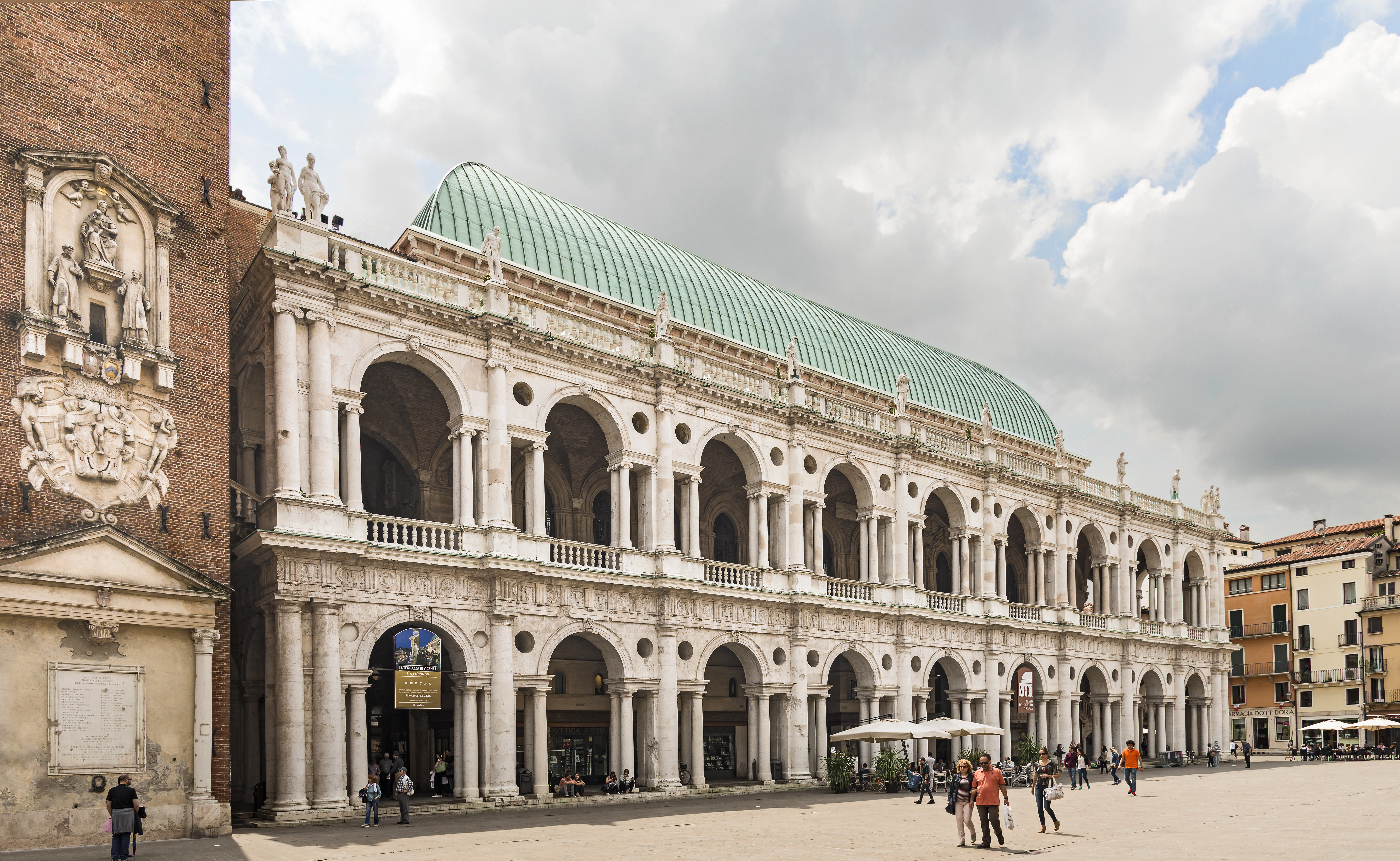
Basilique palladienne.
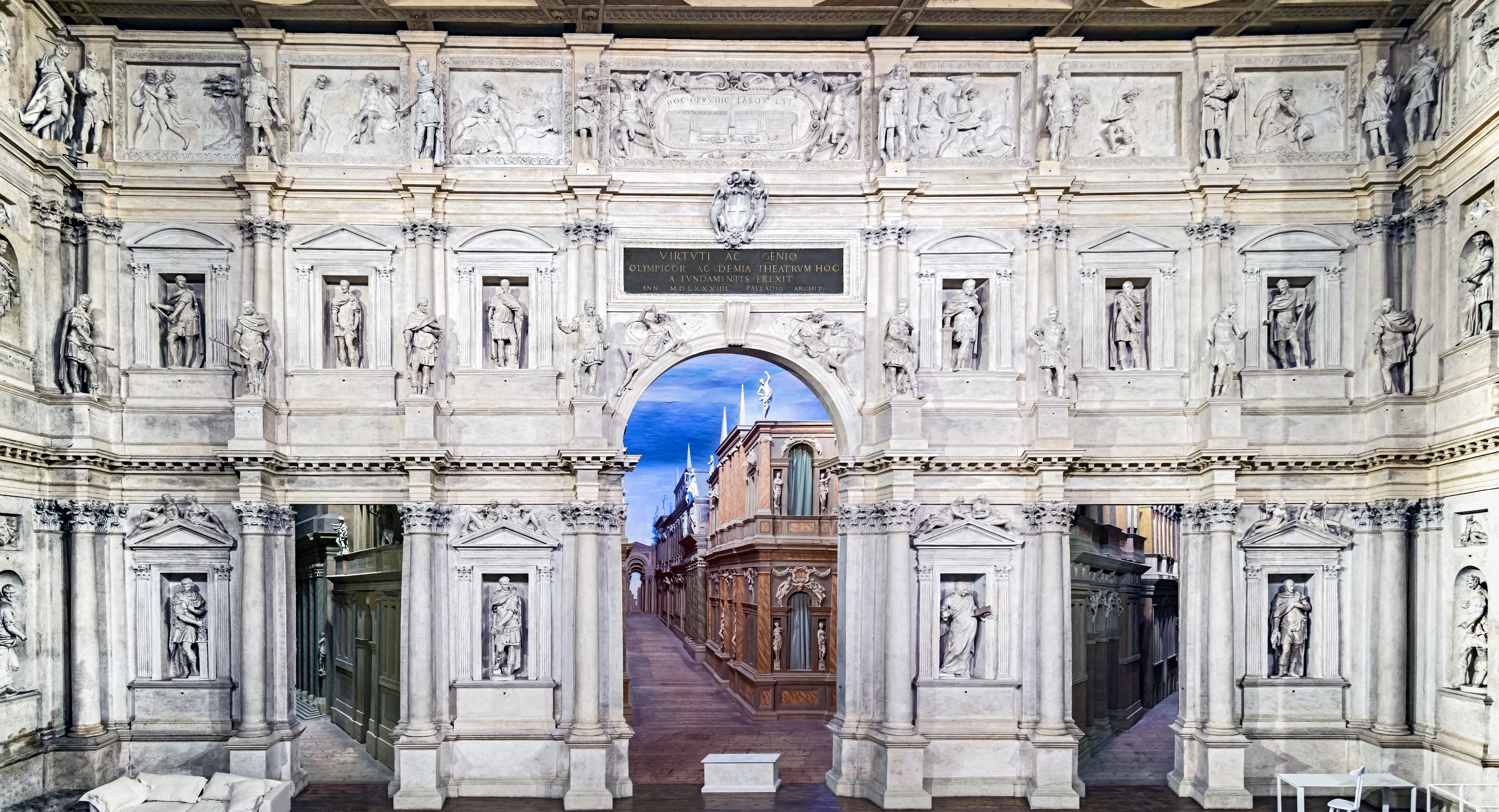
Théâtre Olympique.
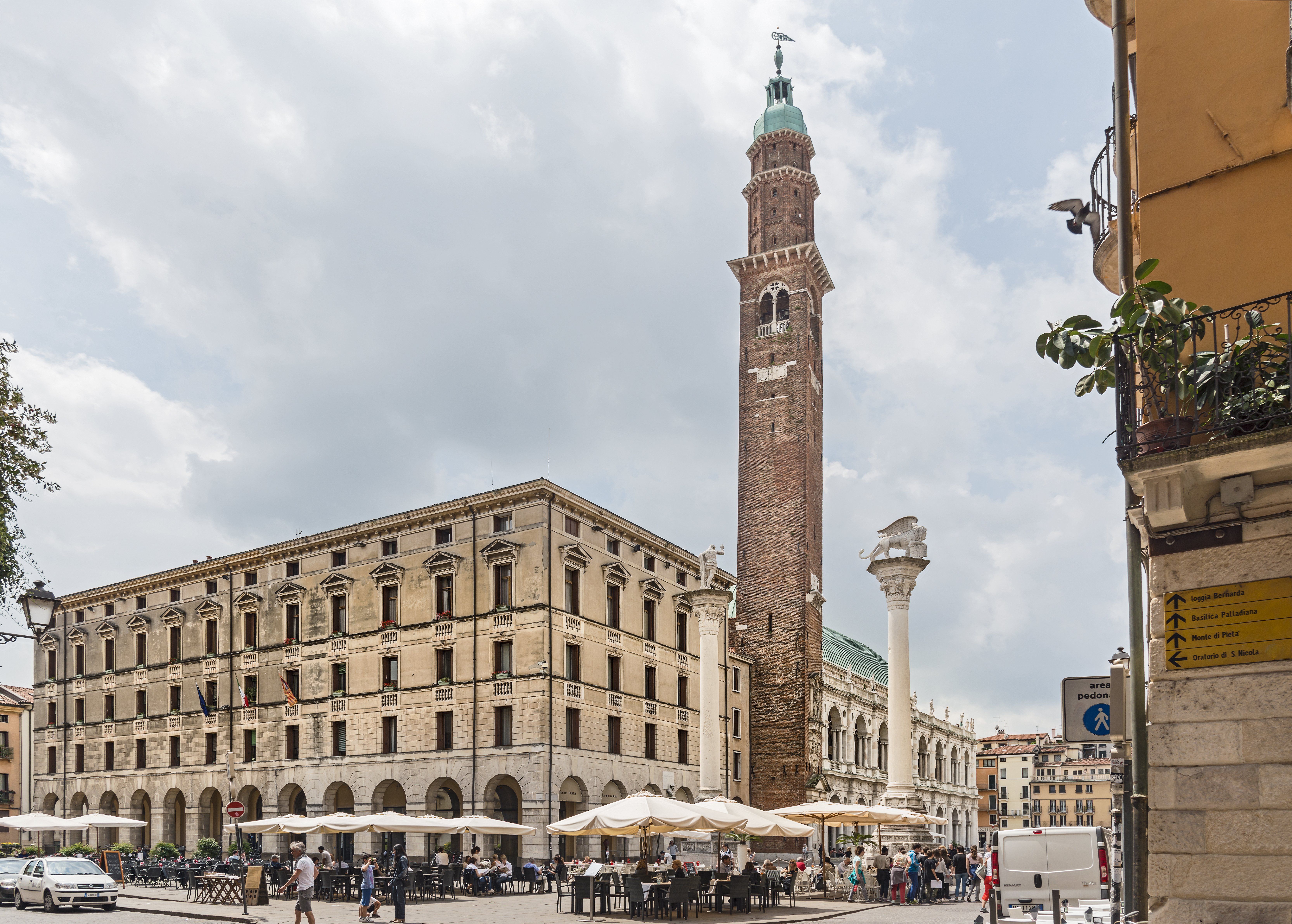
Piazza dei Signori - Torre Bissara - Piazza della Biade.
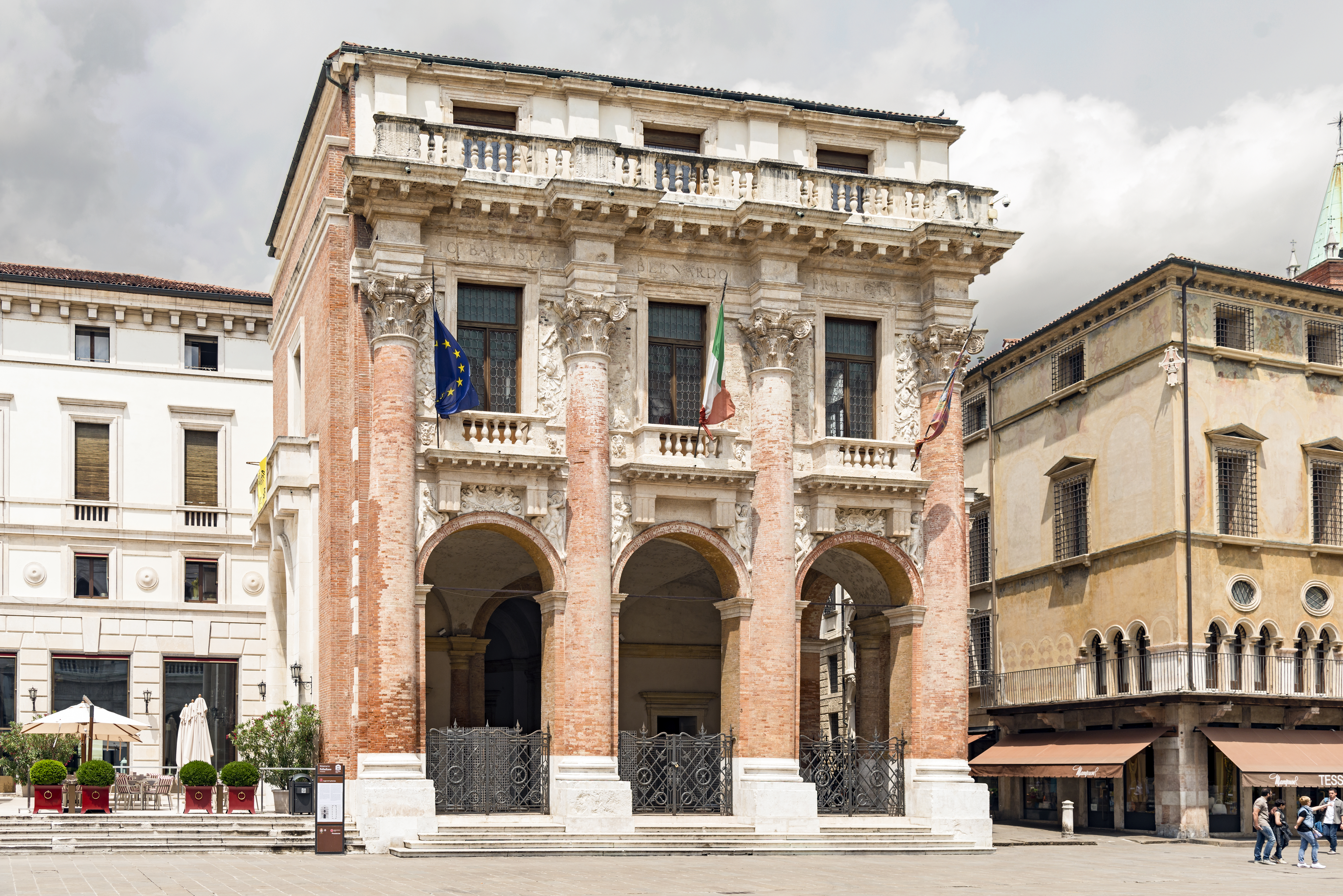
Loggia del Capitanio.
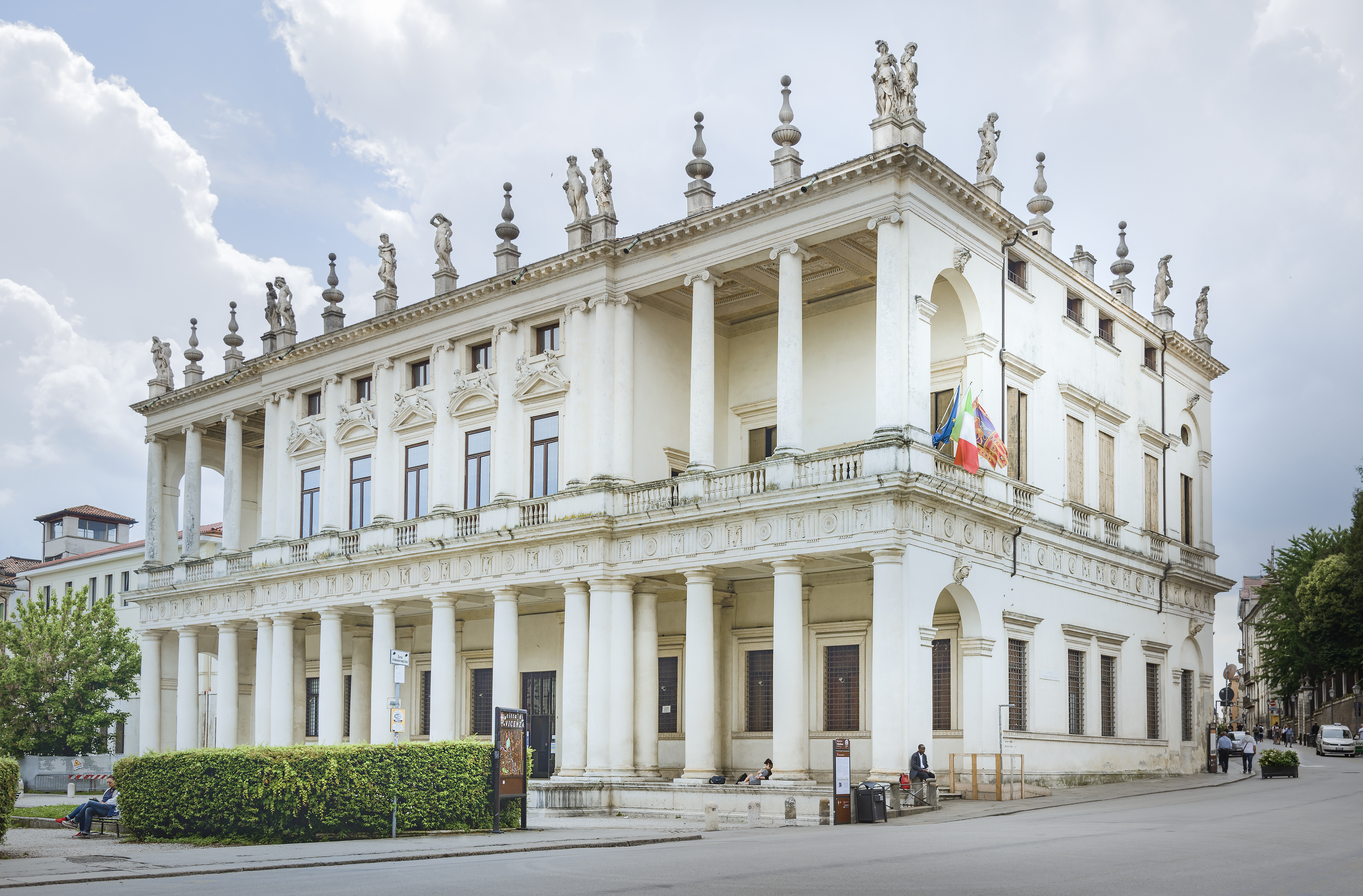
Palazzo Chiericati.
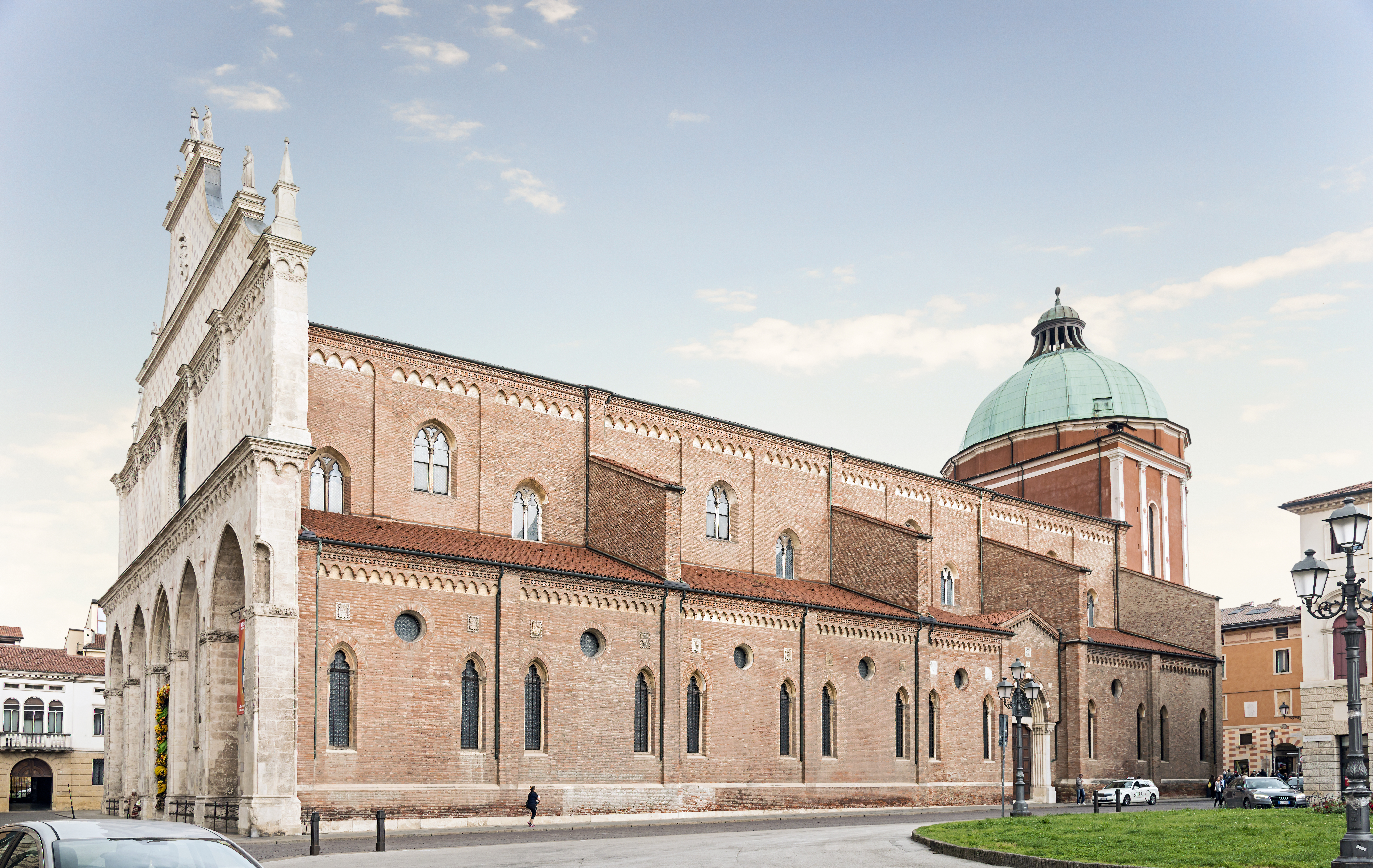
Cathédrale de Vicence.
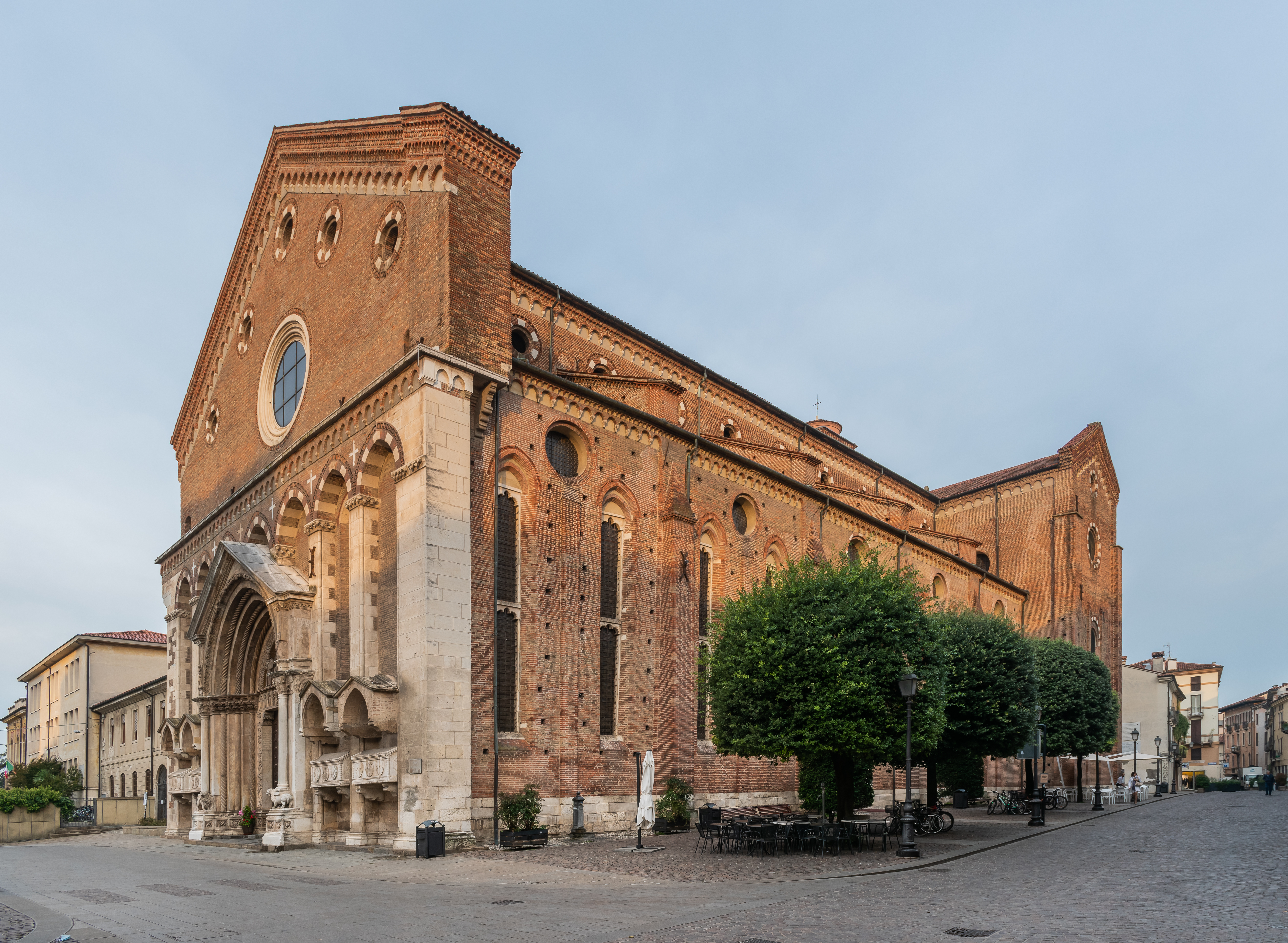
Église San Lorenzo.
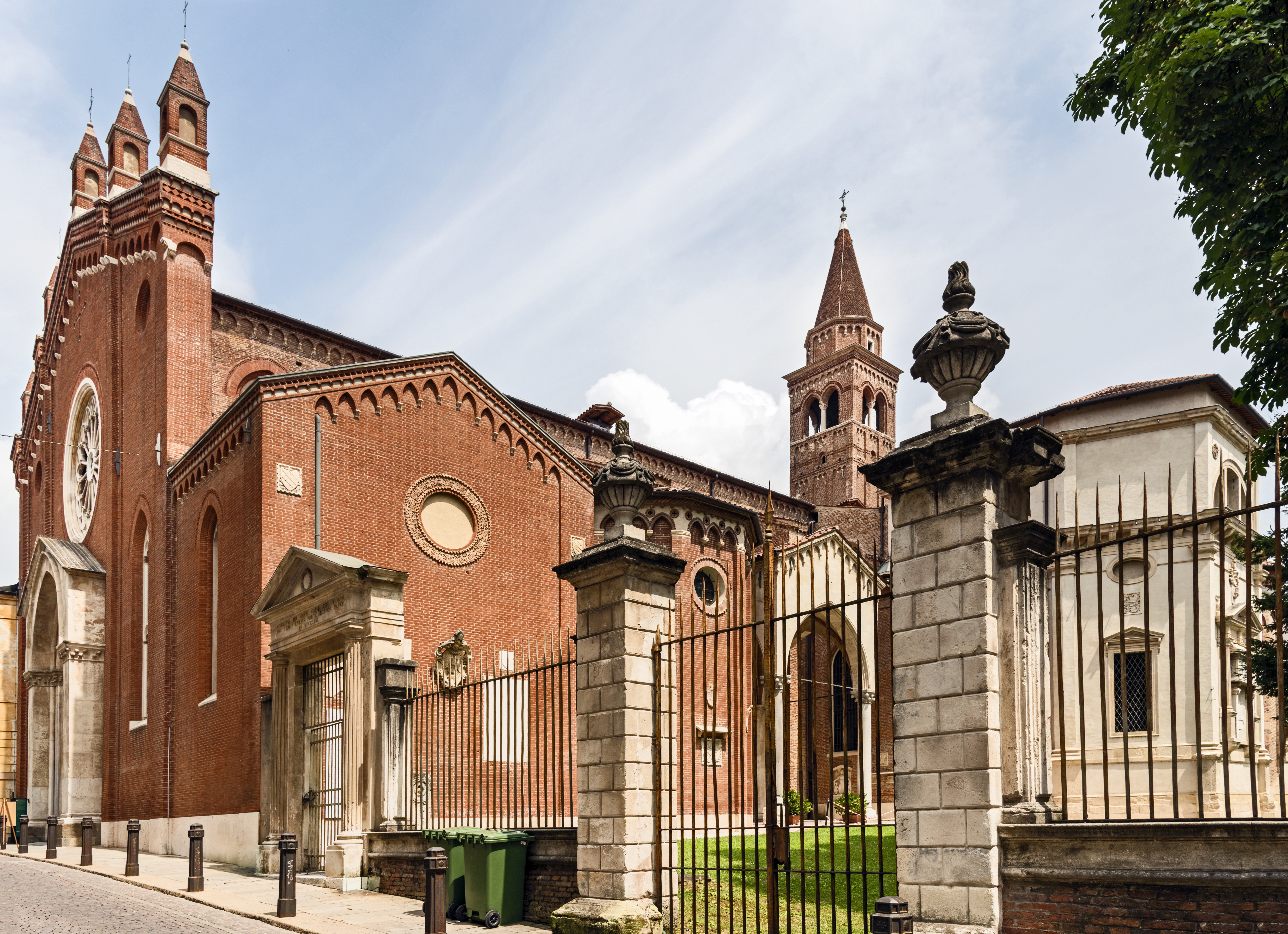
Église Santa Corona.
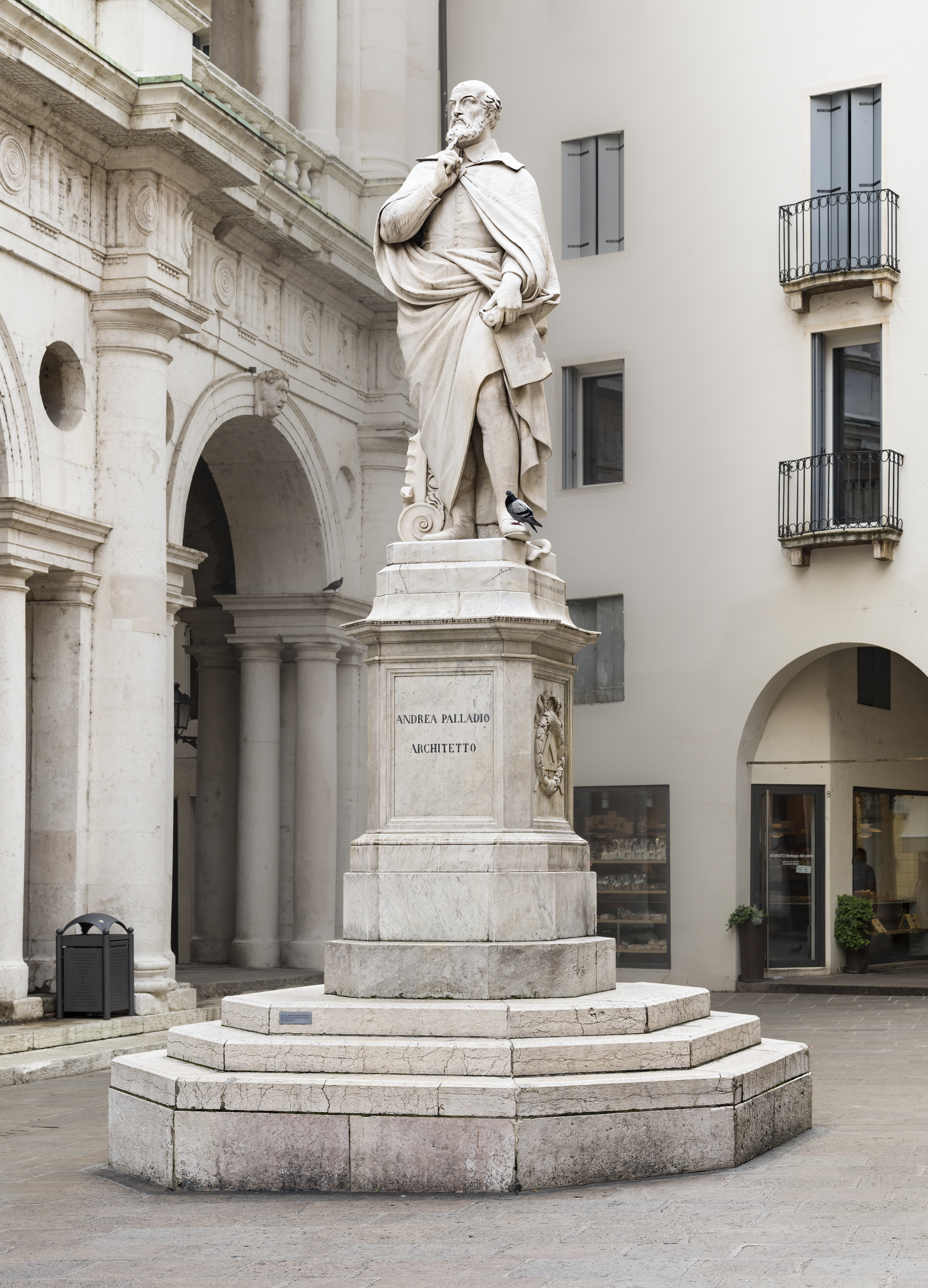
Monument à Andrea Palladio.
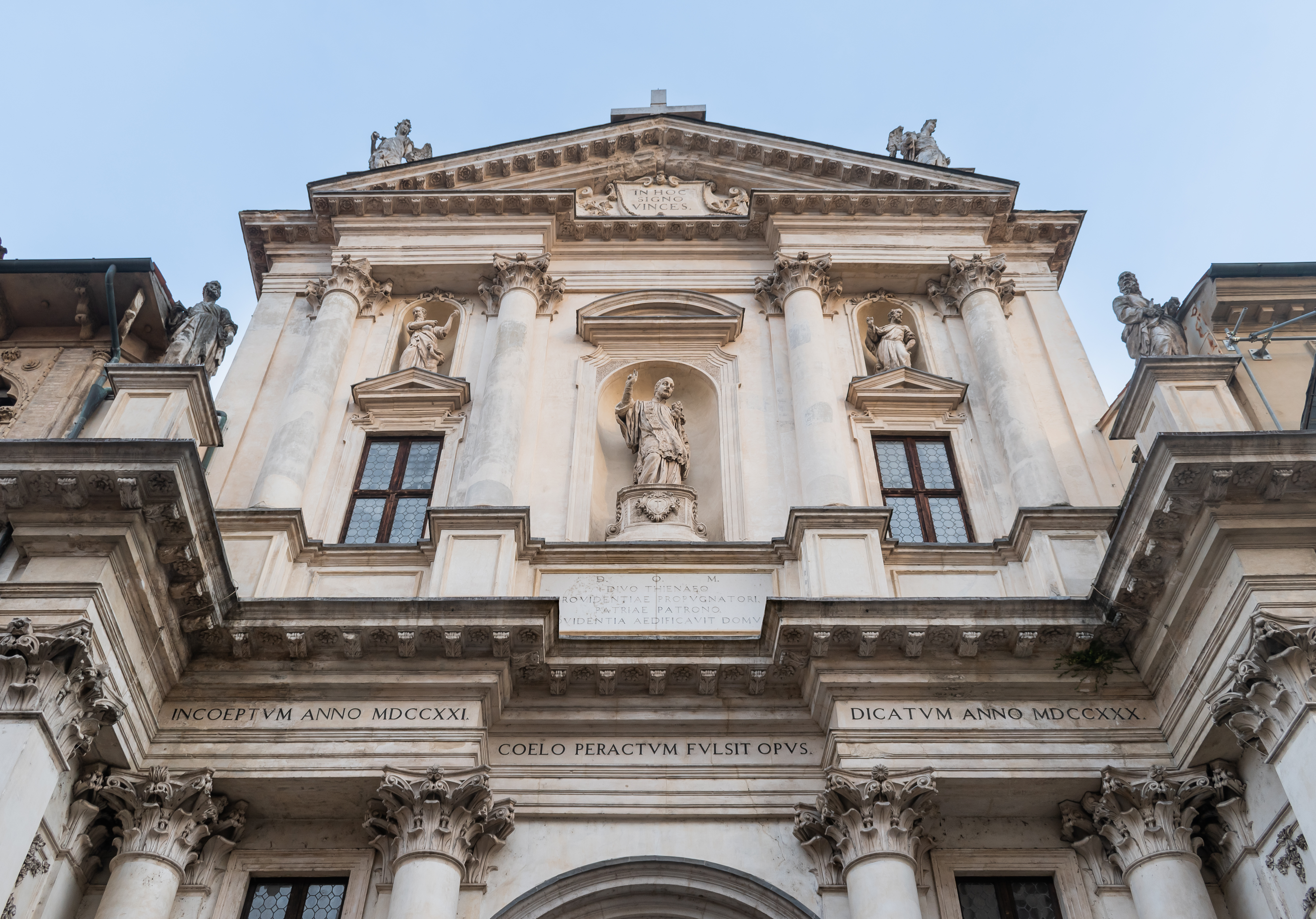
Façade de l'église Chiesa di San Gaetano (Vicenza) (it). Octobre 2021.

## Personnalités

### Personnalités liées à Vicence
- Paul Abriani (1607-1699), poète né à Vicence ;
- Amy Adams (1974-), actrice américaine née à Vicence ;
- Paolo Aldighieri (1961-), sculpteur né à Vicence ;
- Tommaso Allan (1993-), rugbyman né à Vicence ;
- Giuseppe Apolloni (1822-1889), compositeur né et mort à Vicence ;
- Francesco Bagnara (1784-1866), peintre, architecte et scénographe né à Vicence et mort à Venise ;
- Fernando Bandini (1931-2013), écrivain né et mort à Vicence ;
- Adriano Bassetto (1925-1999), footballeur né à Vicence et mort à Gênes ;
- Ettore Bellotto (1895-1966), gymnaste artistique né à Vicence et mort à Milan ;
- Roberto Busa (1913-2011), prêtre catholique et ingénieur né à Vicence et mort à Gallarate ;
- Gellio Coronaro (1863-1916), pianiste et compositeur né à Vicence ;
- Fabio Dal Zotto (1957-), escrimeur, champion olympique, né à Vicence ;
- Federico Faggin (1941-), inventeur né à Vicence ;
- Adolfo Farsari (1841-1898), photographe né et mort à Vicence ;
- Gianni Ferrio (1924-2013), compositeur et chef d'orchestre né à Vicence et mort à Rome ;
- Antonio Fogazzaro (1842-1911), poète et romancier né et mort à Vicence ;
- MamboLosco (1991-), rappeur né à Vicence ;
- Andrea Palladio (1508-1580), architecte né à Padoue et mort à Vicence ;
- Leo Paolazzi (1935-1989), romancier, poète et traducteur né à Vicence et mort à Rome ;
- Goffredo Parise (1929-1986), romancier, dramaturge et journaliste né à Vicence et mort à Trévise ;
- Antonio Pigafetta, marin et chroniqueur du XVIe siècle ;
- Sergio Romano (1929-), écrivain, historien, journaliste et diplomate né à Vicence ;
- Camillo Scroffa (1526-1565), poète né et mort à Vicence ;
- Mariano Rumor (1915-1990), homme politique, né et mort à Vicence ;
- Vincenzo Scamozzi (1548-1616), architecte né à Vicence et mort à Venise ;
- Gaétan de Thiène (1480-1547), prêtre catholique, fondateur de l'ordre des Théatins, né à Vicence et mort à Naples ;
- Gian Giorgio Trissino (1478-1550), poète et dramaturge né à Vicence et mort à Rome ;
- Gian Giorgio Trissino (1877-1963), cavalier, premier champion olympique italien.

### Autres
- L'architecte de la Renaissance Andrea Palladio y a résidé et édifié plusieurs bâtiments, dont la Basilica Palladiana et la célèbre villa Capra dite La Rotonda.
- Armand de Caulaincourt (1773-1827), général de l'Empire, grand écuyer de l'empereur, ministre des relations extérieures en 1813-1814 et sous les Cent-Jours, titré duc de Vicence en juin 1808.
- Dufresne, groupe de post-hardcore italien, originaire de Vicence et actif de 2004 à 2013.

## Administration
| Période                                  | Période  | Identité          | Étiquette   | Qualité |
| ---------------------------------------- | -------- | ----------------- | ----------- | ------- |
| 1946                                     | 1948     | Luigi Faccio      | PSI         |         |
| 1948                                     | 1958     | Giuseppe Zampieri | DC          |         |
| 1958                                     | 1962     | Antonio Dal Sasso | DC          |         |
| 1962                                     | 1975     | Giorgio Sala      | DC          |         |
| 1975                                     | 1981     | Giovanni Chiesa   | DC          |         |
| 1981                                     | 1990     | Antonio Corazzin  | DC          |         |
| 1990                                     | 1995     | Achille Variati   | DC          |         |
| 1995                                     | 1998     | Marino Quaresimin | PPI         |         |
| 1998                                     | 2008     | Enrico Hüllweck   | FI          |         |
| 2008                                     | 2018     | Achille Variati   | PD          |         |
| 2018                                     | En cours | Francesco Rucco   | Indépendant |         |
| Les données manquantes sont à compléter. |          |                   |             |         |

### Évolution démographique
Habitants recensés

## Économie
- Groupe Beltrame, groupe sidérurgique européen

## Sports
Football
- L. R. Vicence Virtus
- Real Vicence

Rugby
- ASD Rugby Vicence

Basket-ball
- AS Vicence
- Pallacanestro Vicence

Roller in line hockey
- Diavoli Vicence

Volley-ball
- Joy Volley Vicence

## Jumelage
- Pforzheim  (Allemagne) depuis 1991
- Annecy  (France) depuis 1995